# Shide

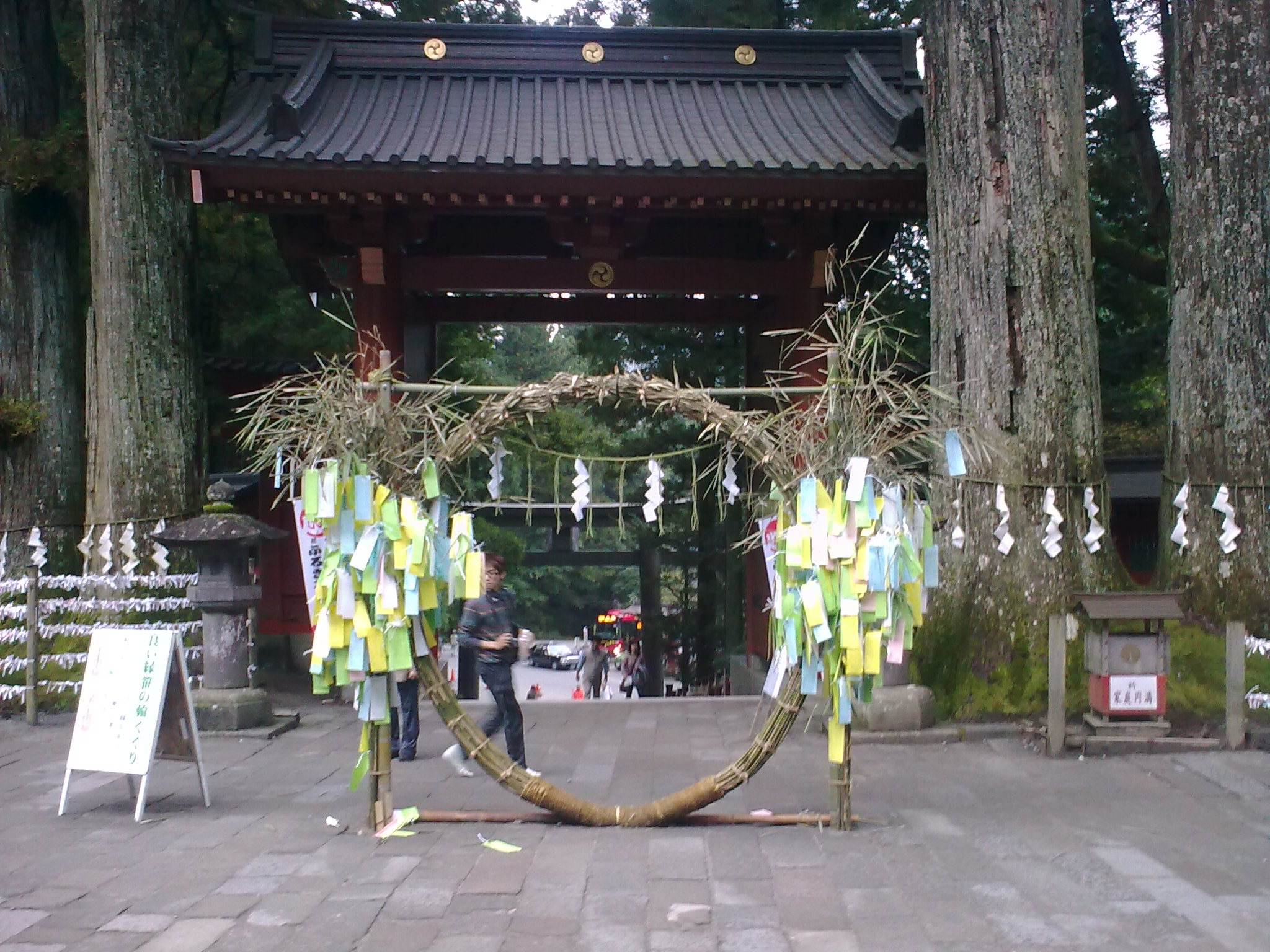
Gran adorno con shide.

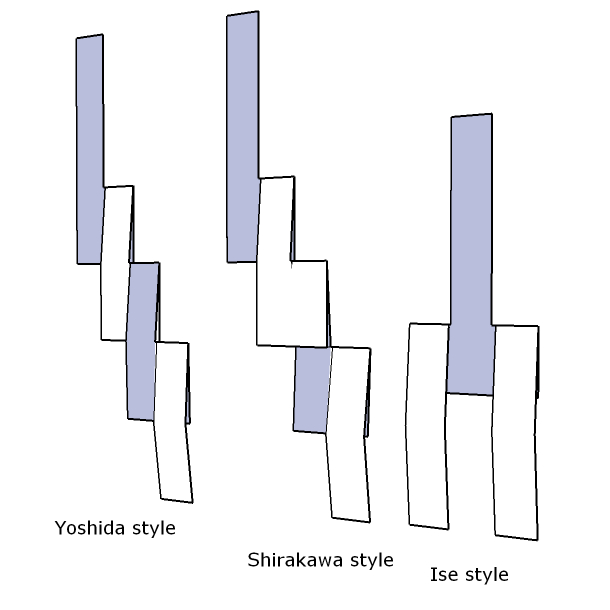
Tipos de shide.

Un shide (紙垂, 四手?) es una serpentina de papel con forma zizageada, frecuentemente vista junto al shimenawa o tamagushi cum sakagi y usada en los rituales sintoístas. Un ritual popular es usar un haraegushi, o "vara luminosa", nombrada así por el shide de papel en forma de zig-zag que adorna dicha vara. 
Una vara similar, usado por las sacerdotisas miko para la purificación y bendición, es el gohei' con dos shide. Un sacerdote sintoísta ondea el haraegushi sobre una persona, objeto, o una propiedad nueva recién comprada, como una construcción o automóvil. La vara es ondeada con un ritmo lento, pero con un poco de fuerza para que las tiras del shide hagan un ruido crujido cada vez que se pasa la vara. Para propiedades nuevas, un ritual similar conocido como jijin es realizado con una haraegushi, en una parte encerrada del terreno (encerrada por la shimenawa), y sake, o sake ritualmente purificado conocido como o-miki. 
La haraegushi ha sido usada por siglos en las ceremonias sintoístas y tiene similitudes en la cultura ainu. En la cultura ainu, una rama de sauce sin corteza llamada Inaw o Inau cercanamente recuerda la haraegushi sintoísta, y es usada en rituales de bendición similares.